# Ophiothrix variegata
Ophiothrix variegata is een slangster uit de familie Ophiotrichidae.
De wetenschappelijke naam van de soort werd in 1887 gepubliceerd door Peter Martin Duncan.